# Nobby (ort)
Nobby är en ort i Australien. Den ligger i kommunen Toowoomba och delstaten Queensland, omkring 120 kilometer väster om delstatshuvudstaden Brisbane. Antalet invånare är 391.
Runt Nobby är det mycket glesbefolkat, med 3 invånare per kvadratkilometer.. Närmaste större samhälle är Clifton, nära Nobby. 
Trakten runt Nobby består till största delen av jordbruksmark. Genomsnittlig årsnederbörd är 949 millimeter. Den regnigaste månaden är januari, med i genomsnitt 191 mm nederbörd, och den torraste är september, med 31 mm nederbörd.